# David Crosby
David Van Cortlandt Crosby (Los Ángeles, California, 14 de agosto de 1941-18 de enero de 2023) fue un conocido guitarrista y cantautor. Fue miembro fundador del grupo The Byrds y de Crosby, Stills, Nash & Young (CSNY). Es miembro del Rock and Roll Hall of Fame por su trabajo con The Byrds y con Crosby, Stills, Nash & Young.

## Biografía
Sus padres eran Aliph Van Cortlandt Whitehead y  Sidney Crosby, ganador de un Óscar al mejor director de fotografía. Ambos se divorciaron en 1960, cuando Crosby tenía 19 años.
Falleció el 18 de enero de 2023 a la edad de 81 años.

## Carrera artística

### The Byrds
A principios de 1964, Crosby tocó en algunos clubes con Roger McGuinn (entonces conocido como Jim) y Gene Clark con el nombre de Jet Set. Pronto cambiaron su nombre a The Byrds, y se sumaron el bajista Chris Hillman y el baterista Michael Clarke (a quien supuestamente descubrió Crosby tocando bongos en la playa). De alguna manera ellos obtuvieron una demo de la canción de Bob Dylan Mr. Tambourine Man y grabaron su propia versión, con McGuinn usando una guitarra acústica de 12 cuerdas mientras Crosby y Clark acompañaban con las armonías vocales. La canción fue un gran éxito, y llegó al número 1 en los charts.
Si McGuinn era el encargado de dar un sonido característico con su Rickenbacker 360/12 (idea que sacó de la guitarra que George Harrison usaba en A Hard Day's Night), Crosby era el responsable de las altas y bellas armonías vocales y, a menudo, fraseo en sus canciones.
En 1966, Gene Clark, que en ese entonces era vocalista y compositor principal, se retiró del grupo debido al estrés. Esto llevó a que McGuinn y Crosby fueran los cantantes principales. Crosby tuvo la oportunidad de afinar su oficio, y pronto se convirtió en un prolífico y talentoso cantautor. Entre sus aportes se encuentra la canción de 1966 Eight Miles High, escrita conjuntamente con Clark y McGuinn, y su otra cara, Why, coescrita con McGuinn, que muestra a Crosby en su mejor y más dura faceta. También es conocida su versión de la canción Hey Joe después de haber sido retomada por Dino Valente. Dio a conocer la canción a Bryan MacLean y Arthur Lee de la banda pop Love, que luego le enseñó a los miembros de The Leaves. Dado que se sentía responsable de haber popularizado la canción, Crosby convenció a los demás miembros de The Byrds para que hicieran una versión en el disco Fifth Dimension. Para el álbum Younger Than Yesterday de 1967, Crosby empezó a encontrar su propia marca y estilo.
En 1968, junto a Stephen Stills y Graham Nash fundan el supergrupo "Crosby, Stills & Nash"; en ciertas etapas Neil Young integró el grupo por lo que se llegaron a llamar "Crosby, Still, Nash & Young".
En el año 2016, Crosby anunció su álbum "Lighthouse", el cual se publicó el 21 de octubre de 2016. En este disco se incluye la canción "Things we do for love" que David Crosby dedicó a su mujer.

## Discografía
- 1971 "If I Could Only Remember My Name" (Atlantic)
- 1989 "Oh, Yes I Can!" (Atlantic)
- 1993 "Thousand Roads" (Atlantic)
- 1994 "It's All Coming To Me Now!" (Live)(Atlantic)
- 1996 "Live On The King Biscuit Flower Hour" (Live) (King Biscuit)
- 2006 "Voyage" (Box-Set) (Rhino)
- 2014 "Croz" (Blue Castle)
- 2016 "Lighthouse" (Ground UP)
- 2017 "Sky Trails"
- 2018 "Here If You Listen" (BMG Music)
- 2021 "For Free"